# Bacurituba
Bacurituba est une municipalité brésilienne située dans l'État du Maranhão.